# Spartacus International Gay Guide
La Spartacus International Gay Guide es una guía de turismo homosexual de ámbito internacional. Se la considera una referencia, por ser la más documentada en lugares de ambiente gay-lésbico de los cinco continentes. Está editada en cinco idiomas (español, inglés, alemán, francés e italiano) y posee una periodicidad anual desde 1970. Desde 1987 la empresa editora era Bruno Gmünder Verlag, con sede en Berlín, Alemania. Fue vendida a los propietarios actuales GayGuide UG en 2017, después de lo cual la guía pasó a ser solo digital y la versión impresa dejó de publicarse.

## Contenido
La guía está clasificada alfabéticamente por país, y ofrece información útil sobre el mismo, como información sobre legislación, normas básicas etc. Se informa de los lugares más proclives al turismo homosexual, e incluso tiene un texto introductorio indicando las claves de los lugares mencionados o las costumbres. También reseña las ciudades con mayor número de locales e infraestructura para este tipo de turismo. Obviamente menciona bares, clubs, hoteles, saunas, zonas de cruising o playas nudistas, pero también incluye información sobre eventos LGBT, asociaciones, colectivos o servicios de asistencia, grupos de ayuda o de apoyo respecto al VIH/Sida.
La edición 2010 de la guía tiene 1300 páginas, referenciando más de 22 000 direcciones de 160 países. El criterio de inclusión en la guía difiere según países y ciudades. Por ejemplo, un club que admita la clientela homosexual no es habitualmente referenciado en grandes ciudades, pero sí en localidades con menor número de habitantes.